# درگیری چچن و روسیه
درگیری چچن و روسیه مجموعه‌ای از درگیری‌های اغلب مسلحانه، با پیشینهٔ چند قرن، بین دولت روسیه (شوروی سابق) و نیروهای مختلف چچنی بود. آغاز رسمی این خصومت‌ها به سال ۱۷۸۵ برمی‌گردد.
امپراتوری روسیه در ابتدا علاقهٔ چندانی به قفقاز شمالی نداشت، جز این‌که به‌عنوان یک مسیر ارتباطی به متحد خود، پادشاهی کارتیل-کاخت (گرجستان شرقی) و دشمنان آن، امپراتوری‌های ایران و عثمانی، برای روسیه دارای اهمیت بود. تنش‌های فزایندهٔ ناشی از فعالیت‌های روسیه در آن منطقه، منجر به قیام چچنی‌ها علیه حضور روسیه در سال ۱۷۸۵ شد و به‌دنبال آن درگیری‌های بیشتر و آغاز جنگ قفقاز در سال ۱۸۱۷ رخ داد.
در طول جنگ داخلی روسیه، چچنی‌ها و سایر مردمان قفقاز، تنها برای چند سال پیش از پیوستن به اتحاد جماهیر شوروی در سال ۱۹۲۱ در استقلال زندگی کردند. در سال ۱۹۴۴ بر اساس اتهاماتی بحث‌برانگیز در مورد همکاری گستردهٔ چچنی‌ها با نیروهای آلمانی، مردم چچن به‌طور گروهی به آسیای مرکزی تبعید شدند.
آخرین درگیری عمده بین چچن و دولت روسیه در دههٔ ۱۹۹۰ رخ داد. با فروپاشی اتحاد جماهیر شوروی، جدایی‌طلبان چچن نیز در سال ۱۹۹۱ اعلام استقلال کردند. در اواخر سال ۱۹۹۴، جنگ نخست چچن آغاز شد و پس از دو سال جنگ، نیروهای روسیه در دسامبر ۱۹۹۶ از منطقه خارج شدند. در سال ۱۹۹۹، جنگی دوباره شروع شد، که منجر به یک درگیری مسلحانهٔ بزرگ دیگر شد که منجر به تلفات زیادی از هر دو طرف شد. در طول نبرد گروزنی، در پایتخت چچن، تخریب و ویرانی گسترده‌ای صورت گرفت. ارتش روسیه کنترل گروزنی را در اوایل فوریهٔ ۲۰۰۰ به‌دست گرفت و به‌طور رسمی به جنگ پایان داد اما شورش‌ها و خصومت‌ها برای چندین سال ادامه یافت. پایان این ستیز، در سال ۲۰۱۷ اعلام شد و چندین دهه درگیری، پایان یافت.

## ریشه‌ها
قفقاز شمالی، منطقه‌ای کوهستانی است که چچن را در بر می‌گیرد که در مجاورت راه‌های تجاری و ارتباطی مهم بین روسیه و خاورمیانه قرار دارد که هزاران سال است که قدرت‌های مختلف بر سر کنترل آن جنگیده‌اند. ورود روسیه به این منطقه، به‌دنبال تزار ایوان مخوف در سال ۱۵۵۶ با فتح خانات اردوی زرین، خانات قازان و آستاراخان و یک مبارزهٔ طولانی برای کنترل مسیرهای قفقاز شمالی با دیگر قدرت‌های معاصر از جمله ایران، امپراتوری عثمانی و خانات کریمه آغاز شد.
در طول قرن شانزدهم، روسیه تزاری تلاش کرد تا با اتحاد با شاهزادگان محلی مانند تمریوک کاباردیا و شیخ اوکوتسکی در چچن، نفوذ خود را در قفقاز شمالی به‌دست‌آورد. تمریوک، شمال غربی قفقاز را کنترل کرد و با کمک روسیه توانست از تهاجم کریمه جلوگیری کند. شمال شرق قفقاز تا حد زیادی توسط شاهزادگان شمخال، خان‌های آوار و ارباب قدرتمند اوکوتسک (یک فئودالی چچنی) کنترل می‌شد. این شاهزادگان برای تقویت حاکمیت و نفوذ خود اسلحه خریدند و کازاک‌های روسی را در نزدیکی رودخانه ترک اسکان دادند. شاهزاده شیخ اوکوتسکی در ارتش خود حدود ۵۰۰ کازاک همراه با ۱۰۰۰ اوکوچنی (چچنی‌های اوخ) داشت و اغلب مبارزات ضد ایرانی و ضد عثمانی را در داغستان به راه می‌انداخت.
سیاست‌های شاهزاده شیخ به روسیه نفوذ بیشتری در شمال شرقی قفقاز داد، چندین دژ روسی در امتداد رودخانه ترک (از جمله دژ تارکی) و روستاهای کازاک ایجاد شد. تا پیش از این، کازاک‌ها تقریباً هیچ حضوری در چچن و داغستان نداشتند. این دهکده‌ها و قلعه‌ها باعث شد که چچنی‌ها به شاهزاده شیخ بی‌اعتماد شوند. میچکیزی (چچنی‌های دشتی) و بخشی از اوکوکی (قبیله چچنی آوخ) که به ملا مایدای چچنی وفادار بودند، به شاهزادهٔ قموق‌ها، سلطان موت پیوستند. سلطان موت در ابتدا مخالف سیاست‌های روسیه در قفقاز بود، او به همراه چچنی‌ها، قموق‌ها و آوارها با کازاک‌های روسی جنگید و قلعه‌های روسیه را به آتش کشید. تزار روسیه با لشکرکشی به داغستان با این امر مقابله کرد. هر دوی این لشکرکشی‌ها به شکست روسیه منتهی شد و در نبرد میدان کارامان به اوج خود رسید. در این رویداد، یک ارتش داغستانی-چچنی به فرماندهی سلطان موت، ارتش روسیه را شکست داد. این لشکرکشی‌ها و نبردهای ناموفق روسیه منجر به تضعیف شاهزاده شیخ و ترور وی در سال ۱۵۹۶ توسط یکی از برادران سلطان موت شد.
سلطان موت تا اوایل قرن هفدهم به سیاست ضد روسی خود ادامه داد و گاهی در میان چچنی‌ها زندگی می‌کرد و با آن‌ها به کازاک‌های روسی حمله می‌کرد. با این‌حال، سلطان موت چندین بار سعی کرد به روس‌ها بپیوندد و درخواست شهروندی روسیه کرد. این تغییر سیاست، خشم بسیاری از چچنی‌ها را برانگیخت و منجر به فاصله گرفتن آن‌ها از سلطان موت شد.
در سال ۱۷۷۴، روسیه کنترل اوستیا و همراه با آن، گذرگاه مهم استراتژیک در الان را از عثمانی به‌دست‌آورد. چند سال بعد، در سال ۱۷۸۳، روسیه عهدنامه گرجیوسک را با ایراکلی دوم پادشاهی کارتیل-کاخت امضا کرد و پادشاهی گرجستان شرقی - به‌عنوان یک منطقه محاصره‌شده مسیحی که توسط دولت‌های مسلمان متخاصم احاطه شده بود - تحت‌الحمایه روسیه قرار گرفت. کاترین کبیر، ملکهٔ روسیه، برای انجام تعهدات خود، تحت این معاهده، ساخت جاده نظامی گرجستان را از طریق گذرگاه در الان، همراه با یک سری دژهای نظامی برای محافظت از مسیر، آغاز کرد.

## درگیری چچن با امپراتوری روسیه

### قیام شیخ منصور و عواقب آن (۱۷۸۵–۱۷۹۴)
در همین زمان، شیخ منصور، امام چچنی، شروع به تبلیغ نسخهٔ خالص‌شدهٔ اسلام و تشویق مردمان مختلف کوهستان قفقاز شمالی برای متحد شدن زیر پرچم اسلام کرد تا از تجاوزات خارجی بیشتر جلوگیری کنند. فعالیت‌های او از سوی روس‌ها به‌عنوان تهدیدی برای منافع خود در منطقه تلقی شد و در سال ۱۷۸۵، نیرویی برای دستگیری او اعزام شد اما موفق به دستگیری او نشد. این نیرو در سفر بازگشت، توسط پیروان منصور در کمین قرار گرفت و نابود شد و نخستین جنگ چچن و روسیه آغاز شد. این جنگ، چندین سال به طول انجامید و منصور عمدتاً از تاکتیک‌های چریکی استفاده کرد و روس‌ها حملات تنبیهی بیشتری به روستاهای چچنی انجام دادند تا این‌که منصور در سال ۱۷۹۱ دستگیر شد و سرانجام، در سال ۱۷۹۴ در هنگام اسارت درگذشت.

### جنگ‌های قفقاز و کریمه (۱۸۱۷–۱۸۶۴)
پس از شکست روسیه از نیروهای ناپلئون در جریان حمله فرانسه به روسیه در جنگ ۱۸۱۲، تزار الکساندر یکم، امپراتور روسیه یک بار دیگر توجه خود را به قفقاز شمالی معطوف کرد و یکی از مشهورترین ژنرال‌های خود، آلکسی پتروویچ یرمولوف را برای فتح این منطقه گماشت. در سال ۱۸۱۷، نیروهای روسی به فرماندهی یرمولوف فتح قفقاز را آغاز کردند. تاکتیک‌های وحشیانهٔ یرمولوف، که شامل جنگ اقتصادی، مجازات دسته‌جمعی و تبعید اجباری بود، در ابتدا موفقیت‌آمیز بود، اما از آن‌جایی که عملاً به نفوذ روسیه بر جامعه و فرهنگ چچن پایان داد و دشمنی پایدار چچنی‌ها را تضمین کرد، با عنوان تأثیرگذاری معکوس، توصیف شد. یرمولوف تا سال ۱۸۲۷ به فرماندهی خود ادامه داد.

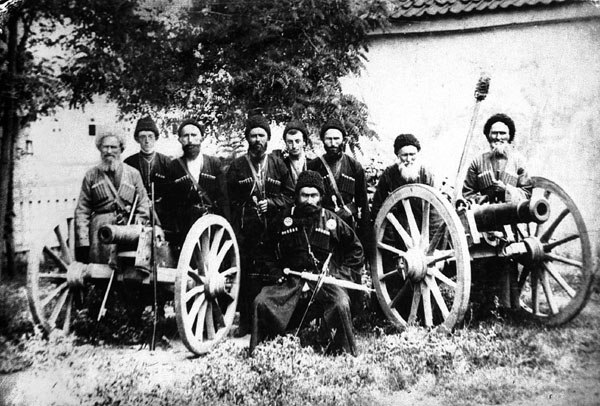
یک واحد توپخانه چچنی

نقطه عطفی در این درگیری‌ها در سال ۱۸۲۸ با ظهور جنبش مریدیسم رقم خورد. رهبری آن را شیخ شامل داغستانی، یک داغستانی آوار بر عهده داشت. در سال ۱۸۳۴ او کشورهای شمال شرق قفقاز را تحت پرچم اسلام متحد کرد و در برابر روسیه حکم «جهاد» اعلام کرد.  در سال ۱۸۴۵ نیروهای شیخ شامل، هزاران سرباز روسی و چندین ژنرال را در دارگو محاصره کردند و کشتند و آن‌ها را مجبور به عقب‌نشینی کردند.
در طول جنگ کریمه ۱۸۵۳–۱۸۵۶، چچنی‌ها از امپراتوری عثمانی علیه روسیه حمایت کردند.  با این حال، درگیری‌های قبیله‌ای داخلی باعث تضعیف شیخ شامل شد و او در سال ۱۸۵۹ دستگیر شد. این جنگ، به‌طور رسمی در سال ۱۸۶۲ پایان یافت و روسیه قول خودمختاری برای چچن و سایر گروه‌های قومی قفقازی داد. با این‌حال، چچن و منطقه اطراف آن، از جمله شمال داغستان، در امپراتوری روسیه گنجانده شد. برخی از چچنی‌ها تسلیم شامل را به‌عنوان یک خیانت تلقی کرده‌اند، در نتیجه، این موضوع، باعث ایجاد اصطکاک بین داغستانی‌ها و چچنی‌ها در این درگیری شد و داغستانی‌ها اغلب توسط چچنی‌ها به‌عنوان همدستان روسیه متهم شدند.

## جنگ داخلی روسیه و دورهٔ شوروی
پس از انقلاب روسیه، مردم قفقاز شمالی تصمیم به تأسیس جمهوری کوهستانی قفقاز شمالی گرفتند. این جمهوری، تا سال ۱۹۲۱ که آن‌ها مجبور به پذیرش حکومت شوروی شدند، برقرار بود. ژوزف استالین شخصاً در سال ۱۹۲۱ با رهبران قفقاز مذاکراتی انجام داد و قول خودمختاری گسترده در داخل کشور شوروی را داد. جمهوری سوسیالیستی شوروی خودمختار کوهستانی در آن سال ایجاد شد، اما تنها تا سال ۱۹۲۴ دوام آورد.  جمهوری سوسیالیستی خودمختار شوروی چچنو-اینگوش در سال ۱۹۳۴ تأسیس شد. رویارویی تازه‌ای بین چچنی‌ها و دولت شوروی در اواخر دههٔ ۱۹۲۰ به‌وجود آمد که این رویارویی در اواسط دههٔ ۱۹۳۰ پس از دستگیری یا کشته شدن رهبران محلی کاهش یافت.  خیزش چچن در اوایل سال ۱۹۳۲ شروع شد و در مارس شکست خورد.

### پاکسازی قومی چچنی‌ها از سرزمین خود

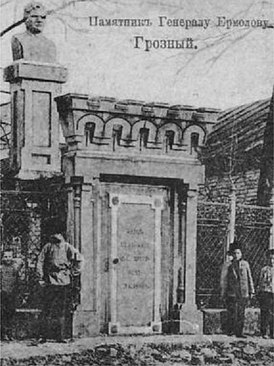
مجسمهٔ الکسی پترویچ یرمولوف در گروزنی با یکی از نقل قول‌های او در مورد چچنی‌ها: «هیچ مردمی پست‌تر و موذی‌تر در زیر نور آفتاب وجود ندارند.» این مجسمه در سال ۱۹۴۹، چهار سال پس از پاکسازی قومی چچنی‌ها از سرزمین خود، بازسازی شد و تا سال ۱۹۸۹ پابرجا بود. در سال‌های اخیر، یرمولوف به نسل‌کشی متهم شده است.

آلمان نازی در ژوئن ۱۹۴۱ به اتحاد جماهیر شوروی حمله کرد. تاریخ‌نگاران در شوروی به دروغ چچنی‌ها را به پیوستن دسته‌جمعی به ورماخت متهم می‌کنند اما این تصور در هیچ‌یک از متون دانشگاهی تاریخی دیگر پذیرفته نیست. در ژانویهٔ ۱۹۴۳، عقب‌نشینی آلمان آغاز شد و همزمان، دولت شوروی شروع به بحث در مورد تبعید مردم چچن و اینگوش به دور از قفقاز شمالی کرد، این در حالی بود که چچن‌ها و اینگوش‌ها در طول جنگ، برای شوروی و در ارتش سرخ خدمت کرده بودند.
در فوریهٔ ۱۹۴۴، تحت فرمان مستقیم لاورنتی بریا، تقریباً نیم میلیون چچنی و اینگوش از خانه‌های خود بیرون رانده شدند و به زور در آسیای مرکزی در یک اقدام پاک‌سازی قومی ساکن شدند. آن‌ها به اردوگاه‌های کار اجباری در قزاقستان و قرقیزستان فرستاده شدند.  برآوردها در مورد تلفات، از ۱۷۰٬۰۰۰ تا ۲۰۰٬۰۰۰، و بر پایهٔ برخی شواهد، حاکی از کشته شدن ۴۰۰٬۰۰۰ چچنی است. قربانیان بیشتر به‌دلیل سرمازدگی (یخ‌زدگی تا حد مرگ) و گرسنگی تلف شدند، هر چند که قتل‌عام و کشتار آن‌ها هم غیرمعمول نبود. بارزترین کشتار چچنی‌ها در طول این تبعید، کشتار خیباخ بود که در آن حدود ۷۰۰ کودک، پیر و زن چچنی به‌دلیل مشکلات حمل و نقل در انباری حبس و زنده‌زنده سوزانده شدند. میخائیل گوییشیانی، افسر مسئول این کشتار، توسط خود لاورنتی بریا ستایش و وعدهٔ مدال دریافت کرد. قطعنامه پارلمان اروپا در سال ۲۰۰۴ بیان می‌کند که این اخراج و پاکسازی قومی، یک نسل‌کشی بوده است.

### درگیری‌های قومی (۱۹۵۸–۱۹۶۵)
در سال ۱۹۵۷، چچنی‌ها اجازه یافتند به خانه‌های خود بازگردند. جمهوری سوسیالیستی خودمختار شوروی چچنو-اینگوش دوباره تأسیس شد.  خشونت در سال ۱۹۵۸، پس از درگیری بین یک ملوان روس و یک جوان اینگوش بر سر یک دختر آغاز شد که طی آن، ملوان روس به‌طور مرگباری زخمی شد. این حادثه به‌سرعت به شورش‌های قومی توده‌ای تبدیل شد، زیرا اوباش اسلاو به چچنی‌ها و اینگوش‌ها حمله کردند و اموال آن‌ها را در سراسر منطقه، به‌مدت چهار روز چپاول کردند. درگیری‌های قومی تا دههٔ ۱۹۶۰ ادامه یافت و در سال ۱۹۶۵ حدود ۱۶ درگیری گزارش شد که ۱۸۵ نفر مجروح شدند و ۱۹ نفر از آن‌ها کشته شدند. در اواخر سال ۱۹۶۰، منطقه آرام شد و درگیری چچن و روسیه تا زمان فروپاشی اتحاد جماهیر شوروی و فوران جنگ‌های چچن در سال ۱۹۹۰ به پایین‌ترین حد خود رسید.

## دوران پس از شوروی

### جنگ‌های چچن

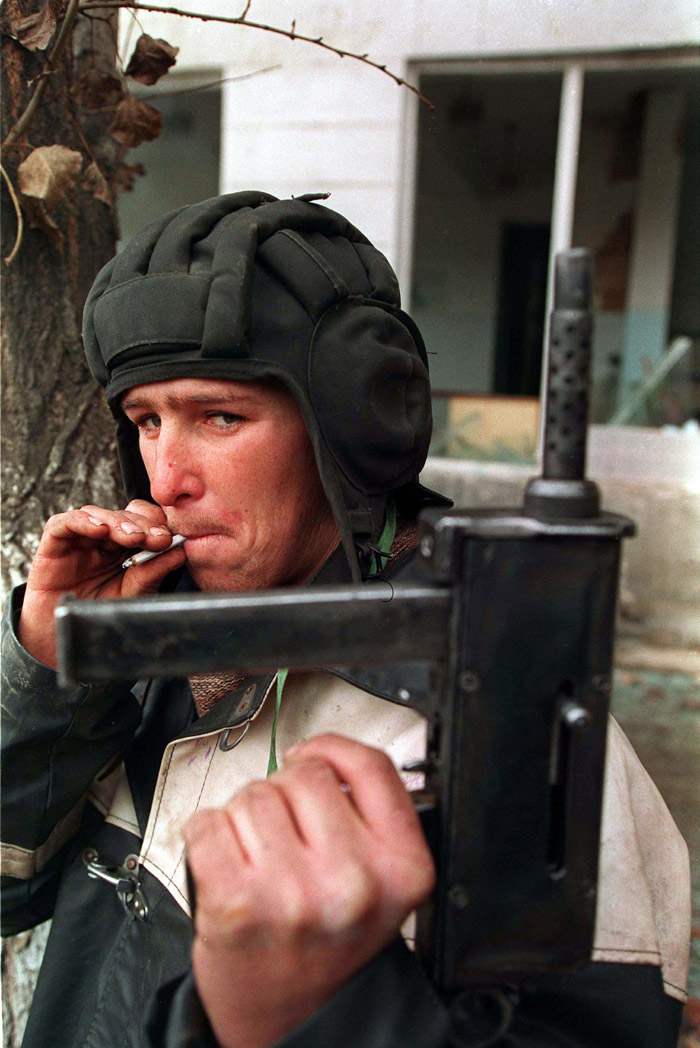
یک جنگجوی چچنی با مسلسل برز، ۱۹۹۵

در سال ۱۹۹۱، چچن با عنوان جمهوری چچن ایچکریا اعلام استقلال کرد. بر اساس برخی منابع، از سال ۱۹۹۱ تا ۱۹۹۴، ده‌ها هزار نفر از قومیت‌های غیر چچنی (عمدتاً روس، اوکراینی و ارمنی) بر پایهٔ گزارش‌هایی مبنی بر خشونت و تبعیض علیه جمعیت غیرچچنی، این جمهوری را ترک کردند.   سایر منابع، علت وضعیت رو به وخامت داخلی در چچن را سیاست تهاجمی رئیس‌جمهور چچن، جوهر دودایف و جاه‌طلبی‌های سیاسی رئیس‌جمهور روسیه، بوریس یلتسین می‌دانند. نیروهای ارتش روسیه در سال ۱۹۹۴ به گروزنی لشکرکشی و جنگ نخست چچن را آغاز کردند  اما، پس از دو سال نبرد شدید، نیروهای روس در نهایت تحت توافق Khasavyurt از چچن خارج شدند. چچن، استقلال خود را تا آغاز جنگ دوم چچن در سال ۱۹۹۹ حفظ کرد. 
در سال ۱۹۹۹، نیروهای دولتی روسیه در پاسخ به تهاجم نیروهای اسلام‌گرای مستقر در چچن به داغستان، کمپینی ضدتروریستی را در چچن آغاز کردند. در اوایل سال ۲۰۰۰ روسیه تقریباً به‌طور کامل شهر گروزنی را ویران کرد و موفق شد تا اواخر آوریل، چچن را تحت کنترل مستقیم مسکو قرار دهد. 

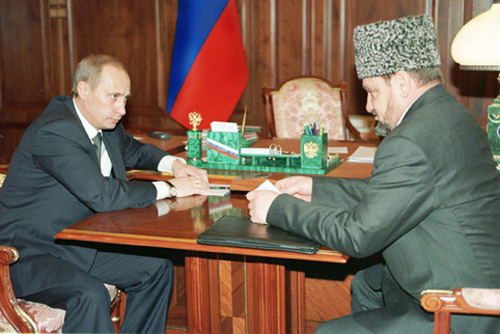
احمد قدیروف (راست) مفتی اصلی جدایی‌طلب سابق که بعدها موضع خود را تغییر داد به‌همراه ولادیمیر پوتین (چپ) در سال ۲۰۰۰

### شورش چچن
از زمان پایان جنگ دوم چچن در مه ۲۰۰۰، شورش‌هایی محدود، به‌ویژه در چچن، اینگوشتیا و داغستان ادامه یافت. نیروهای امنیتی روسیه موفق شدند برخی از رهبران شورشیان مانند شامل باسایف را (که در ۱۰ ژوئیهٔ ۲۰۰۶ کشته شد)، از بین ببرند. پس از مرگ باسایف، دوکو عمروف رهبری نیروهای شورشی در قفقاز شمالی را تا زمان مرگ خود به‌دلیل مسمومیت در سال ۲۰۱۳ بر عهده گرفت.
اسلام‌گرایان رادیکال از چچن و سایر جمهوری‌های قفقاز شمالی مسئول تعدادی از حملات تروریستی در سراسر روسیه، به‌ویژه بمب‌گذاری‌های آپارتمانی روسیه در سال ۱۹۹۹، بحران گروگان‌گیری تئاتر مسکو در سال ۲۰۰۲، بحران گروگان‌گیری مدرسه بسلان در سال ۲۰۰۴، بمب‌گذاری در متروی مسکو در سال ۲۰۱۰ و بمب‌گذاری در فرودگاه بین‌المللی دمودوو در سال ۲۰۱۱ مقصر شناخته شده‌اند.
در حال حاضر، چچن تحت حاکمیت رهبری منصوب‌شده توسط روسیه، با نام رمضان قدیروف است. اگرچه این منطقهٔ نفت‌خیز در دوران قدیروف ثبات نسبی خود را حفظ کرده است، اما منتقدان و شهروندان، او را به سرکوب آزادی‌های مطبوعات و نقض سایر حقوق سیاسی و انسانی متهم کرده‌اند. به‌دلیل تداوم حاکمیت روسیه بر چچن، حملات چریکی جزئی توسط گروه‌های جدایی‌طلب در منطقه صورت گرفته است. علاوه بر آن، در سال‌های اخیر، گروه‌های جهادگرای همسو با داعش و القاعده نیز در منطقه حضور داشته‌اند.
اگرچه درگیری بین دولت روسیه و ستیزه‌جویان چچن به‌طور رسمی در سال ۲۰۱۷ پایان یافت، اما نابودی شبه‌نظامیان چچنی، پس از آن ادامه یافته است.

## خارج از روسیه
درگیری بین چچنی‌ها و روس‌ها در خارج از مرزهای روسیه نیز دیده می‌شود. در طول جنگ داخلی سوریه، مبارزان چچنی که به جمهوری فروپاشیده چچن ایچکریا وفادار مانده‌اند و اسلام‌گرایان افراطی چچنی نیز علیه نیروهای مسلح روسیه و متحدش بشار اسد در سوریه جنگیده‌اند.
در سال ۲۰۱۴، بسیاری از چچنی‌های ضد روسیه داوطلب شدند تا در جنگ دونباس علیه روسیه و نیروهای جدایی‌طلب طرفدار روسیه در دونباس به‌عنوان بخشی از گردان‌های داوطلب اوکراینی بجنگند و گردان‌های شیخ منصور و جوخار دودایف را تشکیل دادند. چچنی‌های طرفدار اوکراین، جنگ روسیه و اوکراین را کمکی به مبارزهٔ بزرگ‌تر خود ضد روسیه می‌دانند. این در حالیست که نیروهای چچنی حامی روسیه نیز، تحت رهبری قدیروف هم در بحران کریمه و هم در جنگ متعاقب آن در دونباس حضور داشته‌اند.
چچن در تهاجم روسیه به اوکراین در سال ۲۰۲۲ مشارکت قابل‌توجهی داشته است. نیروهای طرفدار روسیه و نیروهای متحد قدیروف، موسوم به قدیروفتسی، در اوکراین مستقر شده‌اند تا به نیروهای روسیه کمک کنند. منابع غربی، استقرار نیروهای چچنی قدیروف را به‌عنوان یک سلاح روانی علیه اوکراینی‌ها توصیف کرده‌اند. گردان‌های داوطلب چچنی حامی اوکراین نیز نبرد خود را علیه نیروهای روسی از سر گرفته‌اند.
در ۲۳ اوت ۲۰۱۹، زلیمخان خانگوشویلی، فرماندهٔ نظامی پیشین جمهوری چچن ایچکریا در طول جنگ دوم چچن، توسط یک عامل مظنون به همکاری با اداره اصلی اطلاعات روسیه (GRU) در پارکی در برلین ترور شد. رمضان قدیروف، رهبر جمهوری چچن مظنون به صدور دستور ترور خانگوشویلی است.

## تلفات
به دلیل نداشتن مدارک و سوابق و طولانی بودن درگیری‌ها، تعیین تعداد دقیق تلفات چچنی در این درگیری‌ها دشوار است. یک منبع، مدعیست که حداقل ۶۰٬۰۰۰ چچنی در جنگ اول و دوم چچن تنها در دهه‌های ۱۹۹۰ و ۲۰۰۰ کشته شده‌اند.  برآوردهای دیگر، میزان تلفات این دو جنگ را تا ۱۵۰٬۰۰۰ یا ۱۶۰٬۰۰۰ کشتهٔ چچنی ذکر می‌کنند. روس‌ها تلفات خود را اعلام نمی‌کنند.